# Potenza Picena
Potenza Picena este o comună din provincia Macerata, regiunea Marche, Italia, cu o populație de 16190 locuitori și o suprafață de 48,55 km².

## Demografie
Potenza Picena - evoluția demografică

|  | Graficele sunt indisponibile din cauza unor probleme tehnice. Mai multe informații se găsesc la Phabricator și la wiki-ul MediaWiki. |

Date: Recensăminte sau birourile de statistică - grafică realizată de Wikipedia